# Міжнародні відносини Казахстану
Міжнародні відносини Казахстану засновані насамперед на економічній та політичній безпеці. Казахстан проводить «багатовекторну» зовнішню політику конструктивних і продуктивних відносин з усіма державами, особливо в трикутнику між Китаєм, Росією та США, а також із провідними країнами Близького Сходу та державами Європейського Союзу. Казахстан закликає до «внутрішньорегіональної інтеграції в Центральній Азії» та міжнародної інтеграції регіону.
За часів Назарбаєва держава намагалася балансувати між Росією та Сполученими Штатами, поставляючи нафту і природний газ своєму північному сусідові за штучно заниженими цінами та одночасно допомагаючи США у війні з тероризмом. Казахстан — член ООН, Організації з безпеки та співробітництва в Європі (в якій він головував у 2010 році), Ради північноатлантичного співробітництва, Організації договору про колективну безпеку, Співдружності Незалежних Держав, Шанхайської організації співробітництва та програми НАТО Партнерство заради миру. Казахстан погодився на створення митного союзу з Росією та Білоруссю, перетвореного на Євразійське економічне співтовариство, а в 2015 році — на Євразійський економічний союз. Президент Назарбаєв у зовнішній політиці Казахстану надавав перевагу економічній дипломатії.
У грудні 2010 року Казахстан провів перший після 1999 року саміт ОБСЄ.

## Багатосторонні угоди
2015 року Казахстан приєднався до Міжамериканської конвенції про взаємну допомогу у кримінальних справах. У вересні Сенат Казахстану ратифікував цю конвенцію, яка об'єднує 26 країн, у тому числі США, Південну Корею, Канаду, Мексику, Бразилію, Венесуелу та ін.

## Зовнішня політика 2014–20
Основні зовнішньополітичні зусилля Казахстану зосереджувалися на досягненні таких цілей:
1. Заходи, що забезпечать національну безпеку, обороноздатність, суверенітет і територіальну єдність країни;
2. Зміцнення миру через регіональну та глобальну безпеку;
3. Стійке міжнародне становище та позитивний світовий імідж Казахстану;
4. Встановлення справедливого і демократичного світового порядку за керівної та координувальної ролі Організації Об'єднаних Націй (ООН);
5. Подальша інтеграція в систему регіональних і міжнародних торговельно-економічних відносин;
6. Створення сприятливих зовнішніх умов для успішної реалізації Стратегії 2050; забезпечення високого рівня життя населення; посилення єдності багатонаціонального суспільства; зміцнення верховенства права та демократичних інститутів; захист прав і свобод людини;
7. Диверсифікація, промислово-технологічний розвиток і підвищення конкурентоспроможності національної економіки;
8. Орієнтація країни на зелений шлях розвитку та виведення її до списку тридцятки найрозвинутіших країн світу;
9. Збереження національно-культурної самобутності та прямування власним самобутнім шляхом розвитку держави;
10. Захист прав особистих, сімейних і підприємницьких інтересів громадян і юридичних осіб Республіки Казахстан;
11. Підтримка казахської діаспори та казахської мови в національному масштабі.

## Економічна дипломатія
У грудні 2018 року Міністерство закордонних справ Казахстану взяло на себе нову функцію із залучення в країну інвестицій. У рамках цих нових повноважень міністерство наглядає за діяльністю із залучення іноземних інвестицій та просування казахстанського експорту за кордон, відібравши ці обов'язки у реформованого Міністерства інвестицій та розвитку. Двома головними цілями економічної дипломатії Казахстану є всебічна підтримка казахстанського бізнесу за кордоном і сприяння нересурсному експорту. Ці цілі встановлено з метою допомогти в досягненні мети щодо диверсифікації економіки, створення нових робочих місць, просування інноваційних технологій та залучення іноземних інвесторів.
У рамках економічної дипломатії Казахстан склав список із 40 країн, на які його міністерство закордонних справ має спрямувати зусилля у справі залучення нових іноземних інвестицій. Дипломатичні представництва Казахстану під координацією МЗС також розв'язують питання, що становлять стратегічний інтерес для ділових кіл Казахстану в державах їх перебування.

## Прикордонні питання
Лише в 2005 році Казахстан, Росія, Туркменістан і Узбекистан погодилися розпочати демаркацію своїх спільних кордонів. Кордон морського дна з Туркменістаном у Каспійському морі узгоджено не було, а використання води Каспійського моря залишається питанням, неврегульованим міжнародною угодою.
За словами першого віцепрем'єр-міністра Бакитжана Сагінтаєва, у 2015 році Казахстан і Китай мали підписати міжурядову угоду про водорозподіл 24 транскордонних річок.

## Нерозповсюдження ядерної зброї
Коли в грудні 1991 року Радянський Союз розпався, Казахстан успадкував 1410 ядерних боєголовок і Семипалатинський полігон для випробувань ядерної зброї. До квітня 1995 року Казахстан віддав боєголовки Росії, а до липня 2000 року знищив інфраструктуру ядерних випробувань у Семипалатинську.
2 грудня 2009 року Генеральний секретар ООН Пан Гімун і Республіка Казахстан оголосили 29 серпня Міжнародним днем дій проти ядерних випробувань, приурочивши це до річниці дати, коли Казахстан у 1991 році закрив Семипалатинський полігон.
Внесок президента Казахстану Назарбаєва у нерозповсюдження ядерної зброї високо оцінила Японія. Під час його візиту в цю країну в листопаді 2016 року Нурсултану Назарбаєву було присвоєно звання особливого почесного громадянина Хіросіми за його зусилля з нерозповсюдження ядерної зброї.

## Заборонені наркотики
Нелегальне виробництво в Казахстані марихуани і, меншою мірою, опіуму становить міжнародну проблему, оскільки значна частина врожаю продається в інших країнах, зокрема в інших державах-членах СНД. 1998 року Управління ООН з наркотиків і злочинності підрахувало, що в Казахстані було зібрано «мінімум 1517 тонн канабісу».
Після розпаду СРСР Казахстан став важливою транзитною країною для виготовлених у Південно-Західній Азії наркотиків — переважно на шляху з Афганістану. 2001 року влада Казахстану повідомила про 1320 випадків наркоторгівлі та вилучила 18 метричних тонн наркотиків. Однак це сприймається лише як частка фактичного загального обсягу торгівлі наркотиками, а масштабна корупція продовжує перешкоджати зусиллям уряду щодо боротьби з наркотиками; Transparency International поставила Казахстану 2,2 бала за шкалою від 0 до 10, де 0 вказує на «дуже корумповану» державу. Головними ринками збуту цих наркотиків є Росія та деякі частини Європи, хоча споживання наркотиків зростає і в самому Казахстані.

## Двосторонні відносини

### Багатосторонні
| Організація       | Початок офіційних відносин | Примітки                           |
| ----------------- | -------------------------- | ---------------------------------- |
| Європейський Союз |                            | Див. Казахстан і Європейський Союз |
| НАТО              |                            | Див. Відносини Казахстан — НАТО    |

## Дипломатичні відносини

Країни, з якими Казахстан підтримує дипломатичні відносини

| #   | Країна                       | Дата              |
| --- | ---------------------------- | ----------------- |
| 1   | Нігерія                      | 16 грудня 1991    |
| 2   | США                          | 26 грудня 1991    |
| 3   | КНР                          | 3 січня 1992      |
| 4   | Велика Британія              | 19 січня 1992     |
| 5   | Монголія                     | 22 січня 1992     |
| 6   | Франція                      | 25 січня 1992     |
| 7   | Японія                       | 26 січня 1992     |
| 8   | Північна Корея               | 28 січня 1992     |
| 9   | Південна Корея               | 28 січня 1992     |
| 10  | Іран                         | 29 січня 1992     |
| 11  | Німеччина                    | 11 лютого 1992    |
| 12  | Іспанія                      | 11 лютого 1992    |
| 13  | Афганістан                   | 12 лютого 1992    |
| 14  | Австрія                      | 14 лютого 1992    |
| —   | Ватикан                      | 15 лютого 1992    |
| 15  | Індія                        | 23 лютого 1992    |
| 16  | Пакистан                     | 24 лютого 1992    |
| 17  | Бангладеш                    | 1 березня 1992    |
| 18  | Туреччина                    | 2 березня 1992    |
| 19  | ПАР                          | 5 березня 1992    |
| 20  | Єгипет                       | 6 березня 1992    |
| 21  | Польща                       | 6 березня 1992    |
| 22  | Ліван                        | 13 березня 1992   |
| 23  | Малайзія                     | 16 березня 1992   |
| 24  | Угорщина                     | 23 березня 1992   |
| 25  | Куба                         | 24 березня 1992   |
| 26  | Філіппіни                    | 25 березня 1992   |
| 27  | Сирія                        | 27 березня 1992   |
| 28  | Кіпр                         | 2 квітня 1992     |
| 29  | Канада                       | 6 квітня 1992     |
| 30  | Швеція                       | 7 квітня 1992     |
| 31  | Ірландія                     | 10 квітня 1992    |
| 32  | Ізраїль                      | 10 квітня 1992    |
| —   | Палестина                    | 10 квітня 1992    |
| 33  | Мадагаскар                   | 10 квітня 1992    |
| 34  | Зімбабве                     | 10 квітня 1992    |
| 35  | Мексика                      | 13 квітня 1992    |
| 36  | Оман                         | 27 квітня 1992    |
| 37  | Бахрейн                      | 1 травня 1992     |
| 38  | Данія                        | 7 травня 1992     |
| 39  | Нова Зеландія                | 12 травня 1992    |
| 40  | Фінляндія                    | 13 травня 1992    |
| 41  | Марокко                      | 26 травня 1992    |
| 42  | Естонія                      | 27 травня 1992    |
| 43  | Швейцарія                    | 1 червня 1992     |
| 44  | Болгарія                     | 5 травня 1992     |
| 45  | Норвегія                     | 5 червня 1992     |
| 46  | Гвінея                       | 6 червня 1992     |
| 47  | Литва                        | 15 червня 1992    |
| 48  | Австралія                    | 22 червня 1992    |
| 49  | Люксембург                   | 29 червня 1992    |
| 50  | В'єтнам                      | 29 червня 1992    |
| 51  | Шрі-Ланка                    | 29 червня 1992    |
| 52  | Таїланд                      | 6 липня 1992      |
| 53  | Румунія                      | 15 липня 1992     |
| 54  | Україна                      | 22 липня 1992     |
| 55  | Колумбія                     | 23 липня 1992     |
| 56  | Грузія                       | 23 липня 1992     |
| 57  | Молдова                      | 27 липня 1992     |
| 58  | Кабо-Верде                   | 30 липня 1992     |
| 59  | Гана                         | 14 серпня 1992    |
| 60  | Бельгія                      | 18 серпня 1992    |
| 61  | Португалія                   | 19 серпня 1992    |
| 62  | Італія                       | 21 серпня 1992    |
| 63  | Вірменія                     | 27 серпня 1992    |
| 64  | Азербайджан                  | 27 серпня 1992    |
| 65  | ОАЕ                          | 1 вересня 1992    |
| 66  | Нідерланди                   | 10 вересня 1992   |
| 67  | Білорусь                     | 16 вересня 1992   |
| 68  | Словенія                     | 20 вересня 1992   |
| 69  | Греція                       | 1 жовтня 1992     |
| 70  | Туркменістан                 | 5 жовтня 1992     |
| 71  | Киргизстан                   | 15 жовтня 1992    |
| 72  | Хорватія                     | 16 жовтня 1992    |
| 73  | Росія                        | 22 жовтня 1992    |
| 74  | Туніс                        | 23 листопада 1992 |
| 75  | Узбекистан                   | 23 листопада 1992 |
| 76  | Малі                         | 26 листопада 1992 |
| 77  | Латвія                       | 10 грудня 1992    |
| 78  | Чехія                        | 1 січня 1993      |
| 79  | Словаччина                   | 1 січня 1993      |
| 80  | Таджикистан                  | 7 січня 1993      |
| 81  | Кувейт                       | 11 січня 1993     |
| 82  | Мальта                       | 4 лютого 1993     |
| —   | Мальтійський орден           | 4 лютого 1993     |
| 83  | Йорданія                     | 9 лютого 1993     |
| 84  | Сінгапур                     | 30 березня 1993   |
| 85  | Ліван                        | 20 квітня 1993    |
| 86  | Мавританія                   | 28 квітня 1993    |
| 87  | Індонезія                    | 2 червня 1993     |
| 88  | Аргентина                    | 25 червня 1993    |
| 89  | Катар                        | 1 липня 1993      |
| 90  | Уругвай                      | 30 липня 1993     |
| 91  | Чилі                         | 19 серпня 1993    |
| 92  | Албанія                      | 21 вересня 1993   |
| 93  | Бразилія                     | 22 вересня 1993   |
| 94  | Кенія                        | 15 листопада 1993 |
| 95  | Камбоджа                     | 25 лютого 1994    |
| 96  | Саудівська Аравія            | 30 лютого 1994    |
| 97  | Нікарагуа                    | 5 липня 1994      |
| 98  | Ангола                       | 3 жовтня 1994     |
| 99  | Північна Македонія           | 1 червня 1995     |
| 100 | Ямайка                       | 27 липня 1995     |
| 101 | Панама                       | 28 липня 1995     |
| 102 | Ірак                         | 14 вересня 1995   |
| 103 | Гондурас                     | 28 листопада 1995 |
| 104 | Алжир                        | 15 березня 1996   |
| 105 | Замбія                       | 25 березня 1996   |
| 106 | Венесуела                    | 8 травня 1996     |
| 107 | Коста-Рика                   | 1 жовтня 1996     |
| 108 | Сербія                       | 10 грудня 1996    |
| 109 | Боснія і Герцеговина         | 20 грудня 1996    |
| 110 | Перу                         | 6 лютого 1997     |
| 111 | Лаос                         | 19 вересня 1997   |
| 112 | Ємен                         | 9 грудня 1997     |
| 113 | Чад                          | 21 липня 1999     |
| 114 | Республіка Конго             | 21 вересня 1999   |
| 115 | М'янма                       | 23 вересня 1999   |
| 116 | Мальдіви                     | 15 березня 2000   |
| 117 | Бруней                       | 14 червня 2000    |
| 118 | Ісландія                     | 14 травня 2004    |
| 119 | Парагвай                     | 20 вересня 2004   |
| 120 | Сан-Марино                   | 20 вересня 2004   |
| 121 | Чорногорія                   | 14 липня 2006     |
| 122 | Ліхтенштейн                  | 31 січня 2007     |
| 123 | Антигуа і Барбуда            | 16 листопада 2007 |
| 124 | Андорра                      | 30 січня 2008     |
| 125 | Сенегал                      | 13 березня 2008   |
| 126 | Мозамбік                     | 18 червня 2008    |
| 127 | Судан                        | 19 червня 2008    |
| 128 | Уганда                       | 20 червня 2008    |
| 129 | Монако                       | 15 січня 2009     |
| 130 | Камерун                      | 14 травня 2009    |
| 131 | Габон                        | 23 травня 2009    |
| 132 | Кот-д'Івуар                  | 23 травня 2009    |
| 133 | Джибуті                      | 5 травня 2010     |
| 134 | Буркіна-Фасо                 | 10 лютого 2011    |
| 135 | Гамбія                       | 26 квітня 2011    |
| 136 | Домініканська Республіка     | 7 червня 2011     |
| 137 | Гватемала                    | 2 вересня 2011    |
| 138 | Ефіопія                      | 5 вересня 2011    |
| 139 | Бенін                        | 13 вересня 2011   |
| 140 | Еквадор                      | 23 січня 2012     |
| 141 | Коморські Острови            | 29 березня 2012   |
| 142 | Руанда                       | 10 травня 2012    |
| 143 | Фіджі                        | 6 червня 2012     |
| 144 | Тувалу                       | 27 липня 2012     |
| 145 | Соломонові Острови           | 17 серпня 2012    |
| 146 | Гренада                      | 15 листопада 2012 |
| 147 | Палау                        | 19 листопада 2012 |
| 148 | Бутан                        | 20 листопада 2012 |
| 149 | Сент-Вінсент і Гренадини     | 21 листопада 2012 |
| 150 | Сент-Люсія                   | 5 грудня 2012     |
| 151 | Гаяна                        | 11 січня 2013     |
| 152 | Самоа                        | 7 лютого 2013     |
| 153 | Суринам                      | 11 квітня 2013    |
| 154 | Гвінея-Бісау                 | 19 квітня 2013    |
| 155 | Домініка                     | 30 квітня 2013    |
| 156 | Сент-Кіттс і Невіс           | 8 травня 2013     |
| 157 | Болівія                      | 17 травня 2013    |
| 158 | Гаїті                        | 20 вересня 2013   |
| 159 | Беліз                        | 7 листопада 2013  |
| 160 | Тринідад і Тобаго            | 16 січня 2014     |
| 161 | Сальвадор                    | 30 січня 2014     |
| 162 | Кірибаті                     | 18 лютого 2014    |
| 163 | Вануату                      | 19 лютого 2014    |
| 164 | Сейшельські Острови          | 11 березня 2014   |
| 165 | Намібія                      | 7 жовтня 2014     |
| 166 | Того                         | 9 жовтня 2014     |
| 167 | Маврикій                     | 15 жовтня 2014    |
| 168 | Сьєрра-Леоне                 | 20 листопада 2014 |
| 169 | Сан-Томе і Принсіпі          | 20 листопада 2014 |
| 170 | Бурунді                      | 4 грудня 2014     |
| 171 | Багамські Острови            | 8 грудня 2014     |
| 172 | Тонга                        | 17 березня 2015   |
| 173 | Лесото                       | 2 квітня 2015     |
| 174 | Непал                        | 30 червня 2015    |
| 175 | Федеративні Штати Мікронезії | 27 жовтня 2015    |
| 176 | Ліберія                      | 27 квітня 2016    |
| 177 | Есватіні                     | 16 травня 2016    |
| 178 | Еритрея                      | 7 грудня 2016     |
| 179 | Екваторіальна Гвінея         | 24 травня 2017    |
| 180 | Нігер                        | 21 вересня 2017   |
| 181 | Барбадос                     | 27 березня 2018   |
| 182 | Маршаллові Острови           | 12 лютого 2019    |
| 183 | Танзанія                     | 13 лютого 2019    |

## Додаткова література
- Bukkvoll, Tor (September 2004). Astana's privatized independence: private and national interests in the foreign policy of Nursultan Nazarbayev. Nationalities Papers. 32 (3): 631—650. doi:10.1080/0090599042000246424. S2CID 167766281.
- Contessi, Nicola P. (December 2019). Status Seeking in the Steppe. Taking Stock of Kazakhstan's Foreign Policy, 1992-2019. Eurasiatica. 13: 137—156. doi:10.30687/978-88-6969-376-2/010.
- Contessi, Nicola P. (June 2018). Foreign Policy Diversification and Intercontinental Transport Corridors: The Case of Kazakhstan's Railways Diplomacy. Europe-Asia Studies. 70 (5): 759—790. doi:10.1080/09668136.2018.1473342. S2CID 159027829.
- Shiryayev, Boris (2008). Großmächte auf dem Weg zur neuen Konfrontation?. Das "Great Game" am Kaspischen Meer: eine Untersuchung der neuen Konfliktlage am Beispiel Kasachstan. Hamburg: Verlag Dr. Kovac. ISBN 978-3-8300-3749-1.